# 공봉구
공봉구(1967년 7월 18일~)는 쌍방울 레이더스의 전 야구 선수이며 장타력을 지닌 포수로 관심을 모았으나 1992년 5월 초 불미스러운 피습사건 때문에 구단의 명예를 실추시킨 것 탓인지 그 해 6월 웨이버 공시되어 은퇴했다.

## 출신학교
- 진흥중학교
- 영흥고등학교
- 영남대학교

## 참조
공봉구 - KBO 타자별 기록
1. ↑  “쌍방울 大魚(대어)없어 울상”. 경향신문. 1989년 11월 6일. 2022년 12월 12일에 확인함.
2. ↑  문갑식 (1992년 5월 8일). “폭력…숙소이탈…병역부정…마약… 일부프로선수"도덕성 상실"”. 조선일보. 2022년 12월 12일에 확인함.